# Schrankia fractilinea
Schrankia fractilinea är en fjärilsart som beskrevs av Smith 1908. Schrankia fractilinea ingår i släktet Schrankia och familjen nattflyn. Inga underarter finns listade.